# Bánovce nad Ondavou
Bánovce nad Ondavou é um município da Eslováquia, situado no distrito de Michalovce, na região de Košice. Tem 12,24 km² de área e sua população em 2018 foi estimada em 724 habitantes.

## Demografia
| Ano:        | 1994 | 2004 | 2014   | 2024   |
| ----------- | ---- | ---- | ------ | ------ |
| Broj ljudi: | 754  | 754  | 726    | 701    |
| Razlika:    |      | +0%  | -3,71% | -3,44% |

| Ano:               | 2023 | 2024   |
| ------------------ | ---- | ------ |
| Número de pessoas: | 705  | 701    |
| Diferença:         |      | -0,56% |